# Division Nationale (1951/1952)
Sezon 1951/52 Division 1.

## Tabela końcowa
|    | Klub                   | Pkt | N  | Z  | R  | P  | G+ | G- | +/- |  | Komentarz                                 |
| -- | ---------------------- | --- | -- | -- | -- | -- | -- | -- | --- |  | ----------------------------------------- |
| 1  | OGC Nice               | 46  | 34 | 21 | 4  | 9  | 65 | 42 | +23 |  | Mistrz Francji (zdobywca Coupe de France) |
| 2  | Girondins Bordeaux     | 45  | 34 | 20 | 5  | 9  | 88 | 49 | +39 |  |                                           |
| 3  | Lille OSC              | 44  | 34 | 19 | 6  | 9  | 85 | 50 | +35 |  |                                           |
| 4  | Stade de Reims         | 38  | 34 | 16 | 6  | 12 | 64 | 48 | +16 |  |                                           |
| 5  | FC Metz                | 38  | 34 | 14 | 10 | 10 | 48 | 45 | +3  |  |                                           |
| 6  | Nîmes Olympique        | 37  | 34 | 16 | 5  | 13 | 63 | 47 | +16 |  |                                           |
| 7  | Le Havre AC            | 37  | 34 | 15 | 7  | 12 | 55 | 44 | +11 |  |                                           |
| 8  | CO Roubaix-Tourcoing   | 36  | 34 | 14 | 8  | 12 | 57 | 44 | +13 |  |                                           |
| 9  | AS Saint-Étienne       | 36  | 34 | 15 | 6  | 13 | 69 | 68 | +1  |  |                                           |
| 10 | FC Sète                | 36  | 34 | 14 | 8  | 12 | 54 | 56 | -2  |  |                                           |
| 11 | FC Nancy               | 35  | 34 | 12 | 11 | 11 | 59 | 53 | +6  |  |                                           |
| 12 | FC Sochaux-Montbéliard | 31  | 34 | 12 | 7  | 15 | 51 | 54 | -3  |  |                                           |
| 13 | RC Lens                | 31  | 34 | 12 | 7  | 15 | 54 | 61 | -7  |  |                                           |
| 14 | RC Paris               | 31  | 34 | 13 | 5  | 16 | 60 | 71 | -11 |  |                                           |
| 15 | Stade Rennais          | 28  | 34 | 10 | 8  | 16 | 51 | 85 | -34 |  |                                           |
| 16 | Olympique Marsylia     | 27  | 34 | 9  | 9  | 16 | 52 | 76 | -24 |  |                                           |
| 17 | Olympique Lyon         | 20  | 34 | 7  | 6  | 21 | 38 | 78 | -40 |  | Spadek do Division 2                      |
| 18 | RC Strasbourg          | 16  | 34 | 4  | 8  | 22 | 38 | 80 | -42 |  | Spadek do Division 2                      |

## Awans do Division 1
- Stade Français Paris
- SO Montpellier

## Najlepsi strzelcy
| Miejsce | Piłkarz                 | Narodowość | Klub                 | Gole |
| ------- | ----------------------- | ---------- | -------------------- | ---- |
| 1       | Gunnar Andersson        | Szwecja    | Olympique Marsylia   | 31   |
| 2       | Lambertus De Harder     | Holandia   | Girondins Bordeaux   | 25   |
| -       | Marcel Rouvière         | Francja    | Nîmes Olympique      | 25   |
| 4       | Jean Saunier            | ?          | Le Havre AC          | 20   |
| -       | André Strappe           | Francja    | Lille OSC            | 20   |
| 6       | Maurice Singier         | Francja    | FC Sète              | 19   |
| 7       | Wilhelm Van Lent        | Holandia   | RC Lens              | 18   |
| 8       | Léon Deladerrière       | Francja    | FC Nancy             | 17   |
| 9       | Jean-Jacques Kretschmar | Francja    | CO Roubaix-Tourcoing | 16   |
| 9       | André Lukac             | ?          | Girondins Bordeaux   | 16   |
| 11      | Jacques Foix            | Francja    | RC Paris             | 15   |
| 12      | Erik Kuld Jensen        | Dania      | Lille OSC            | 14   |
| -       | Edmond Plewa            | ?          | FC Nancy             | 14   |
| -       | Jean Grumellon          | Francja    | Stade Rennais        | 14   |

## Skład mistrzowskiego zespołuOGC Nice
Bramkarze
- Marcel Domingo
- Marcel Lupi

Obrońcy
- Ahmed Firoud
- César Hector Gonzales
- Alphonse Martinez
- Serge Pedini
- Guy Poitevin

Pomocnicy
- Jean Belver
- Abdelaziz Ben Tifour
- Désiré Carré
- Léon Rossi

Napastnicy
- Pär Bengtsson
- Antoine Bonifaci
- Luis Carniglia
- Georges Cesari
- Jean Courteaux
- Victor Nuremberg

Trener
- Numa Andoire